# Coefficiente di scambio termico
In fisica e in ingegneria il coefficiente di scambio termico è l'espressione quantitativa dell'attitudine di un conduttore termico a essere percorso da corrente termica, ad esempio per mezzo di scambio convettivo o nel cambiamento di fase all'interfaccia tra un fluido e un solido.
L'espressione che definisce il coefficiente di scambio termico è la seguente:
{\displaystyle h={\frac {Q}{A\cdot \Delta T\cdot \Delta t}}={\frac {q}{\Delta T}}}
in cui:
- {\displaystyle h}: coefficiente di scambio termico [W/(m²·K)]
- {\displaystyle Q}: calore scambiato (energia termica scambiata sotto forma di calore) [J]
- {\displaystyle q}: flusso di calore scambiato (energia termica scambiata espressa come calore scambiato nell'unità di tempo e di superficie) [J/(m²·s)] dato che 1W=1J/s si può esprimere anche come [W/m²]
- {\displaystyle A}: area della superficie di scambio termico [m²]
- {\displaystyle \Delta T}: differenza di temperatura [K]
- {\displaystyle \Delta t}: intervallo di tempo [s]

Il coefficiente di scambio termico è anche definito come l'inverso della resistenza termica.
Esistono varii metodi per la determinazione del coefficiente di scambio termico, a seconda del tipo di scambio termico, i fluidi interessati allo scambio, i regimi di flusso. Un metodo consiste nel dividere la conduttività termica (o conducibilità termica) per una lunghezza caratteristica. Inoltre si può determinare il coefficiente di scambio termico dalla conoscenza del numero di Nusselt.
Valori tipici per l'acqua e per l'aria sono:
- aria: {\displaystyle h=10\div 100\,\mathrm {W/(m^{2}\cdot K)} }
- acqua: {\displaystyle h=500\div 10000\,\mathrm {W/(m^{2}\cdot K)} }

## Correlazioni empiriche

### Correlazione di Dittus–Boelter (convezione forzata)
La correlazione di Dittus–Boelter è una correlazione abbastanza semplice e di immediato utilizzo, valida per fluidi in regime di flusso turbolento e in condizioni di sola convezione forzata (quindi in assenza di scambio di calore latente e contributi di scambio radiante). Sotto queste ipotesi, si raggiunge una accuratezza del ±15%.
Per un liquido (ad esempio acqua) che attraversa un tubo liscio (cioè a scabrosità nulla) circolare diritto con numero di Reynolds compreso tra 10000 e 15000 (ovvero in regime turbolento), numero di Prandtl del liquido compreso tra 0,7 e 120, e considerando un punto distante dall'ingresso del tubo (o da altri disturbi del flusso) per una lunghezza di almeno 10 volte il diametro del tubo (o per alcuni autori più di 50 volte), il coefficiente di scambio termico tra il bulk del fluido e la superficie del tubo è esprimibile come:
{\displaystyle h={{k_{w}} \over {D_{H}}}Nu}
in cui:
- {\displaystyle k_{w}} è la conduttività termica del fluido
- {\displaystyle D_{H}} è il diametro idraulico
- {\displaystyle Nu} è il numero di Nusselt, pari a {\displaystyle {0,023}\cdot Re^{0,8}\cdot Pr^{n}} (correlazione di Dittus-Boelter)
- {\displaystyle Pr} è il numero di Prandtl, pari a {\displaystyle {C_{p}\cdot \mu } \over {k_{w}}}
- {\displaystyle Re} è il numero di Reynolds, pari a {\displaystyle {{\dot {m}}\cdot D_{H}} \over {\mu \cdot A}}
- {\displaystyle {\dot {m}}} è la portata massica
- {\displaystyle \mu } è la viscosità del fluido
- {\displaystyle C_{p}} è la capacità termica valutata a pressione costante
- {\displaystyle A} è l'area trasversale di passaggio del flusso
- {\displaystyle n} è una costante uguale a 0,4 nel caso del riscaldamento (pareti del tubo a temperatura maggiore del bulk del fluido) oppure a 0.3 per il raffreddamento (pareti del tubo a temperatura minore del bulk del fluido)[3].

### Correlazione di Thom
La correlazione di Thom viene utilizzata per la determinazione del coefficiente di scambio termico dell'acqua in ebollizione (satura o sottoraffreddata a pressioni superiori di circa 20 MPa), nel caso in cui il regime ebollizione nucleata (nucleate boiling) prevalga sul regime di convezione forzata.
La correlazione di Thom si esprime come:
{\displaystyle \Delta T_{sat}=22,5\cdot {q}^{0,5}\mathrm {e} ^{-P/8,7}}
dove:
- {\displaystyle \Delta T_{sat}} è l'aumento della temperatura di parete rispetto alla temperatura di saturazione [K]
- {\displaystyle q} è il flusso di calore [MW/m²]
- {\displaystyle P} è la pressione dell'acqua [MPa]

È da notare che per impiegare correttamente questa correlazione è necessario utilizzare le unità di misura specificate.

## Coefficiente di scambio termico attraverso la parete di un tubo
La resistenza allo scambio termico della parete di un tubo è differente a seconda che il flusso di calore sia riferito alla parete esterna o alla parete interna del tubo.
Riferendoci alla parete interna, ed assumendo che lo spessore del tubo sia trascurabile rispetto al diametro interno dello stesso, il coefficiente di scambio termico della parete di un tubo può essere calcolato trascurando l'effetto della curvatura del tubo, riconducendoci quindi all'espressione del coefficiente di scambio termico attraverso una parete piana:
{\displaystyle h_{tubo}={k \over s}}
in cui {\displaystyle k} è la conduttività termica effettiva del materiale di cui è costituito il tubo (che dipende dalla temperatura) e {\displaystyle s} è lo spessore del tubo.
Nel caso in cui lo spessore del tubo non sia trascurabile, possiamo utilizzare la formula seguente:
{\displaystyle h_{tubo}={2k \over {D_{i}\ln(D_{o}/D_{i})}}}
in cui {\displaystyle D_{i}} e {\displaystyle D_{o}} rappresentano rispettivamente i valori del diametro interno del tubo e del diametro esterno del tubo.

## Coefficienti di scambio termico in serie e parallelo
Nel caso in cui due o più processi di scambio termico avvengono in parallelo, i coefficienti di scambio termico si sommano:
{\displaystyle h=h_{1}+h_{2}+\dots }
Se invece i processi di scambio termico avvengono in serie (ad esempio lo scambio attraverso una parete piana multistrato) si sommano gli inversi dei contributi:
{\displaystyle {1 \over h}={1 \over h_{1}}+{1 \over h_{2}}+\dots }
Ad esempio, nel caso di un fluido che scorre all'interno di un tubo, la potenza termica calcolata tra il bulk del fluido e l'esterno del tubo è pari a:
{\displaystyle q=\left({1 \over {{1 \over h}+{s \over k}}}\right)\cdot A\cdot \Delta T}
in cui:
- {\displaystyle q}: potenza termica [W]
- {\displaystyle h}: coefficiente di scambio termico convettivo [W/(m²·K)]
- {\displaystyle s}: spessore del tubo (m)
- {\displaystyle k}: conduttività termica del tubo [W/(m·K)]
- {\displaystyle A}: area della superficie di scambio termico [m²]
- {\displaystyle \Delta T}: differenza di temperatura.

## Coefficiente di scambio termico globale
Il coefficiente di scambio termico globale {\displaystyle U} (in inglese: global heat transfer coefficient o global HTC) è una misura della facilità al trasferimento di calore di una serie di resistenze termiche (in particolare barriere conduttive e convettive). In edilizia esso viene chiamato trasmittanza ed indicata con la lettera K.
Quando il fenomeno di trasmissione del calore (conduzione e convezione) interessa due fluidi a T approssimativamente costante durante il fenomeno di trasmissione del calore (e quindi con calore specifico infinito), il flusso di calore può essere calcolato con la legge scritta in cima alla pagina in cui compare la differenza tra le temperature {\displaystyle \Delta T}.
Se invece la temperatura dei due fluidi cambia durante il fenomeno di conduzione si deve utilizzare la differenza di temperatura media logaritmica {\displaystyle \Delta T_{ML}}.
Il coefficiente di scambio termico globale è quindi definito come il fattore di proporzionalità tra la superficie di scambio e la potenza termica trasmessa moltiplicata per la differenza di temperatura media logaritmica esistente.
Il concetto di coefficiente di scambio termico globale assieme a quello di differenza di temperatura media logaritmica viene comunemente utilizzato per il dimensionamento degli scambiatore di calore.
In simboli si ha quindi:
{\displaystyle U={\frac {q}{A\cdot \Delta T_{ML}}}}
dove:
- {\displaystyle q} è la potenza termica trasmessa, ossia il flusso di calore;
- {\displaystyle A} è l'area della superficie di scambio;
- la differenza di temperatura media logaritmica (o DTML) tra una sezione 1 e una sezione 2 di uno scambiatore di calore è pari a:

{\displaystyle \Delta T_{ML}={\frac {\Delta T_{1}-\Delta T_{2}}{\ln \left(\Delta T_{1}/\Delta T_{2}\right)}}}
Nel caso in cui le temperature estreme siano vicine, {\displaystyle \Delta T_{ML}} è approssimabile alla differenza di temperatura {\displaystyle \Delta T} tra il punto a temperatura maggiore (più caldo) ed il punto a temperatura minore (più freddo).
In unità SI, {\displaystyle q} è misurata in watt (W), {\displaystyle A} in metri quadrati (m²) e {\displaystyle \Delta T} in kelvin (K). Di conseguenza il coefficiente di scambio è misurato in W/(m²K).
Il coefficiente di scambio termico globale può essere calcolato come il reciproco della somma delle resistenze termiche poste in serie:
{\displaystyle {\frac {1}{UA}}=\Sigma {\frac {1}{hA}}+\Sigma R}
in cui:
- {\displaystyle R}: resistenza termica del tubo (K/W)
- {\displaystyle A}: area della superficie di scambio termico.

La resistenza termica del tubo è calcolata come:
{\displaystyle R={\frac {x}{k\cdot A}}}
in cui:
- {\displaystyle x} è lo spessore della parete del tubo [m]
- {\displaystyle k} è la conduttività termica del materiale [W/(m·K)]
- {\displaystyle A} è l'area della superficie di scambio totale [m²]

Nel caso in cui sia presente uno strato di spessore non trascurabile di depositi (o fouling), bisogna tenerne conto aggiungendo all'espressione sopra un termine {\displaystyle R_{f}} relativo alla resistenza termica dello strato di fouling. Il fouling in genere abbassa drasticamente il coefficiente di scambio termico globale, per cui le prestazioni di qualsiasi scambiatore di calore vanno diminuendo progressivamente nel tempo.